# U-827
Unterseeboot 827 ou U-827 é um submarino alemão Tipo VIIC/41 (U-Boot) usado pela Kriegsmarine durante a Segunda Guerra Mundial.
O submarino foi encomendado em 8 de junho de 1942 em Gdansk (Schichau-Werke), sua quilha foi lançada em 7 de agosto de 1943, foi lançado em 9 de março de 1944 e colocado em serviço em 25 de maio de 1944, sob o comando do Kapitänleutnant Guilherme Huck.
O U-827 não realizou nenhuma patrulha, portanto não danificou nem afundou nenhum navio.
Foi afundado no Fiorde de Flensburg em maio de 1945.

## Comandantes
| Comandantes          | Data                                    |
| -------------------- | --------------------------------------- |
| Kptlt.Guilherme Huck | 9 de março de 1944 - 25 de maio de 1944 |

## Subordinação
Durante o seu tempo de serviço, esteve subordinado às seguintes flotilhas:
| Período                                      | Flotilha                   |
| -------------------------------------------- | -------------------------- |
| 25 de maio de 1944 - 28 de fevereiro de 1945 | 8. Unterseebootsflottille  |
| 1 de março - 5 de maio de 1945               | 11. Unterseebootsflottille |